# 海洋エンジニアリング
海洋エンジニアリング株式会社（かいようエンジニアリング）は、東京都台東区に本社を置く海洋調査・海洋コンサルタント企業。旧社名は芙蓉海洋開発株式会社。

## 概要
日本の民間企業としては唯一、海洋調査船を自社保有しており、海底地形、海底地質、水産資源量などの海洋調査を行うほか、水域環境の保全、生態系の維持のための沿岸域海洋調査、環境影響評価などの海洋コンサルタント業務、水産試験場などの水産施設設計など、水域環境に関わる総合的なコンサルティング・エンジニアリング事業を展開している。このほか、関連企業の日本海洋株式会社から環境機器事業を継承して、発泡スチロール減容機を製造している。

## 沿革
- 1969年11月6日 - 芙蓉海洋開発株式会社として創立
- 2007年2月 - ISO 9001、ISO 20000の認証を取得
- 2012年9月 - 日本海洋株式会社の環境事業を吸収
- 2013年1月31日 - 海洋研究開発機構の学術研究船淡青丸を取得、第三開洋丸とする
- 2014年11月1日 - 社名を海洋エンジニアリング株式会社に変更、本社移転

## 事業所
- 本社

東京都台東区台東4丁目28-11 北緯35度42分25.6秒 東経139度46分46.9秒
- 三重センター

三重県鈴鹿市東磯山2丁目18-25 北緯34度48分43.2秒 東経136度34分16.8秒
- 九州センター

長崎県佐世保市福石町13-3 北緯33度9分31.6秒 東経129度43分51.8秒
- 静岡営業所

静岡県静岡市清水区長崎330 北緯35度0分53.1秒 東経138度26分54.6秒
- 福島事業所

福島県いわき市平字愛谷町4-5-15-201 北緯37度2分59.1秒 東経140度54分36.3秒
- 中部営業所

愛知県名古屋市中区大須2-2-18 北緯35度9分42.1秒 東経136度53分59.3秒
- 沖縄営業所

沖縄県那覇市泊1-15-4 北緯26度13分21.3秒 東経127度41分19.1秒
- 技術センター

東京都足立区鹿浜4-7-16 北緯35度46分51.6秒 東経139度45分27.7秒

## 船舶
研究機関の調査船、大学・水産高校の実習船などを取得して海洋調査船として運用している。

### 就航中の船舶
- 第一開洋丸

1983年12月23日竣工、2015年4月就航、元・北海道大学練習船「おしょろ丸IV世」
1,383総トン、全長72.85m、幅12.60m、ディーゼル1基、3200PS、航海速力13.4ノット
- 第三開洋丸

1982年7月9日竣工、2012年2月就航、元・海洋研究開発機構海洋調査船「淡青丸」
497.7総トン、全長51.00m、幅9.20m、ダイハツディーゼル 6DSM-22N 2基、1,500PS、航海速力11.5ノット
- 第五開洋丸

1993年3月竣工、2010年4月就航、元・長崎県立長崎水産高等学校実習船「長水丸」
495総トン、全長57.40m、幅9.50m、ディーゼル、1,800PS、航海速力13.5ノット、
- 第七開洋丸

1986年3月竣工、2002年5月就航、元・沖縄県立沖縄水産高等学校実習船「海邦丸」
499総トン、全長54.20m、幅9.20m、ディーゼル、1600PS、航海速力12.5ノット

### 過去の船舶
- 第八開洋丸

1992年2月竣工、2008年3月就航、元・千葉県水産試験場指導船「千葉丸」
404総トン、全長49.84m、幅8.40m、ディーゼル、1,600PS、航海速力12.75ノット